# Science Fantasy
Science Fantasy, que también apareció con los títulos Impulse y SF Impulse, fue una revista británica de fantasía y ciencia ficción lanzada en 1950 por Nova Publications como complemento de New Worlds. Walter Gillings fue el editor de las dos primeras ediciones, luego reemplazado por John Carnell, editor de New Worlds, como forma de reducir costos. Carnell editó ambas revistas hasta que Nova salió del mercado a principios de 1964. Los títulos fueron comprados por Roberts & Vinter, quienes contrataron a Kyril Bonfiglioli parta editar Science Fantasy; Bonfiglioli cambió el título a Impulse a principios de 1966, pero el nuevo nombre llevó a confusión con los distribuidores y las ventas cayeron, aunque la revista se mantuvo rentable. El título se cambió de nuevo a SF Impulse para las últimas ediciones. Science Fantasy cesó su publicación al año siguiente, cuando Roberts & Vinter sufrió presiones financieras luego de que su imprenta cayera en bancarrota.
Gillings tenía un inventario del material adquirido mientras editaba Fantasy, y se basó en este para Science Fantasy, así como incorporando su propia fanzine, Science Fantasy Review a la nueva publicación. Una vez que Carnell abandonó el proyecto, Science Fantasy publicaba generalmente una novela larga junto con varios cuentos cortos: las contribuciones en la década de 1950 correspondieron entre otros a John Brunner, Ken Bulmer, y Brian Aldiss, cuya primera novela La nave estelar (Non stop) apareció en una versión preliminar en una edición de 1956.
Los cuentos de fantasía comenzaron a aparecer con mayor frecuencia durante la segunda mitad de la década de 1950, y a principios de los 60 Carnell comenzó a publicar los cuentos de Thomas Burnett Swann. Carnell sentía que la calidad literaria de Science Fantasy era siempre mayor que la de New Worlds, y a principios de 1960 sus esfuerzos fueron recompensados con tres nominaciones al Premio Hugo a la mejor revista profesional.
Durante la época de Bonfiglioli aparecieron nuevos escritores, tales como Keith Roberts, Brian Stableford y Josephine Saxton. En opinión del historiador de la ciencia ficción Mike Ashley, el último año de Impulse, como se titulaba la revista por entonces, incluyó el mejor material jamás publicado en una revista británica de ciencia ficción.

## Historial de ediciones

### Gillings y Carnell
| |     | Primavera | Primavera | Primavera | Verano | Verano | Verano | Otoño | Otoño | Otoño | Invierno | Invierno |
| | Ene | Feb       | Mar       | Abr       | May    | Jun    | Jul    | Ago   | Sep   | Oct   | Nov      | Dic      |
| --- | --- | --------- | --------- | --------- | ------ | ------ | ------ | ----- | ----- | ----- | -------- | -------- |
| 1950 |     |           |           |           |        | 1/1    |        |       |       |       |          | 1/2      |
| 1951 |     |           |           |           |        |        |        |       |       |       |          | 1/3      |
| 1952 |     |           | 2/4       |           |        |        |        |       | 2/5   |       |          |          |
| 1953 |     |           | 2/6       |           |        |        |        |       |       |       |          |          |
| 1954 |     |           | 7 (nd)    |           | 8      |        | 9      |       | 10    |       |          | 11       |
| 1955 |     | 12        |           | 13        |        | 14     |        |       | 15    |       | 16       |          |
| 1956 |     | 17        |           |           | 18     |        |        | 19    |       |       |          | 20       |
| 1957 |     | 21        |           | 22        |        | 23     |        | 24    |       | 25    |          | 26       |
| 1958 |     | 27        |           | 28        |        | 29     |        | 30    |       | 31    |          | 32       |
| 1959 |     | 33        |           | 34        |        | 35     |        | 36    |       |       | 37       | 38       |
| Ediciones de Science Fantasy en la década de 1950, mostrando número de edición y código de color para distinguir al editor de cada número. Walter Gillings fue el editor para las dos primeras ediciones; John Carnell lo hizo durante el resto de la década. El subrayado indica que fue titulado con la temporada (p.ej."Verano 1950") El número 7 se rotuló únicamente con el año, 1954. |     |           |           |           |        |        |        |       |       |       |          |          |

A principios de 1946 el fan británico John Carnell lanzó una nueva revista de ciencia ficción, New Worlds, editada por Pendulum Publications. El primer número apareció en julio de 1946, pero no tuvo éxito. El segundo número, en octubre del mismo año, vendió mejor, pero Pendulum se salió del negocio antes de fines de 1947, con solo un tercer número publicado. Un grupo de fanáticos de la ciencia ficción, incluyendo a Carnell y Frank Cooper decidieron relanzar la revista bajo su propio control, y constituyeron Nova Publications Ltd. El cuarto número apareció en abril de 1949.
Al mismo tiempo que aparecían las primeras ediciones de New Worlds, Walter Gillings, un fanático de la ciencia ficción y periodista de profesión, lanzó otra revista, Fantasy que duró tres números hasta su cierre en 1947, pero que sirvió a Gillings para acumular un acervo de cuentos suficiente para completar nueve números. Gillings insistió publicando una fanzine titulada Fantasy Review en marzo de 1947.
En 1950, con New Worlds establecida como publicación trimestral, Nova Publications decidió editar una publicación complementaria,Science Fantasy. Eligieron a Gillings como editor, y su fanzine, retitulada Science Fantasy Review en 1949, fue incorporada a la nueva revista como sección. La primera edición correspondió al verano de 1950, pero desacuerdos en la impresión produjeron que el segundo número se lanzara recién en el invierno siguiente. El racionamiento de papel en el Reino Unido demoró el tercer número hasta el invierno de 1951, pero luego de su aparición, Nova decidió que no podía mantener editores independientes para New World y Science Fantasy, con lo que Gillings fue despedido. Según Carnell, hubo «diferencias de opinión cruciales
» que llevaron a la decisión de reemplazarlo. Gillings se sintió traicionado con esta decisión, y esta circunstancia junto a problemas de índole familiar, produjeron su desaparición del mundo de la ciencia ficción por más de veinte años.
Luego de la primavera de 1953 Nova Publications decidió cambiar de imprenta para disminuir costos y bajar el costo de portada de 10 a 7,5 peniques. Los nuevos impresores, The Carlton Press, no lograron mantener la calidad, lo que además significó retrasos en la publicación del N.º 7. Mientras se desarrollaba la disputa con la imprenta, Carnell y Maurice Goldsmith, un periodista conocido del primero, organizaron una pequeña conferencia de escritores relevantes de ciencia ficción, incluyendo a Arthur C. Clarke y John Wyndham.
Goldsmith cubrió la conferencia para el semanario Illustrated, y el artículo llamó la atención de Maclaren & Sons Ltd, empresa de tecnología interesada en el lanzamiento de una nueva revista de ciencia ficción. Carnell declinó la oferta por su lealtad a Nova Publications, pero ulteriores negociaciones llevaron a Maclaren a tomar el control de Nova, con el compromiso de producir New Worlds en un formato mensual y Science Fantasy en una emisión bimestral. El departamento legal de Maclaren resultó de utilidad para finiquitar la disputa con The Carlton Press, y el N.º 7 apareció finalmente con una fecha de tapa de marzo de 1954.
En 1958 Nova decidió lanzar una reimpresión británica de la revista norteamericana Science Fiction Adventures. La revista se publicó hasta su cierre en 1963. New Worlds y Science Fantasy también sufrieron por esa época bajas en las ventas, con una circulación estimada en 5 000 ejemplares, por lo que se consideró llevar Science Fantasy a una periodicidad mensual. En septiembre Nova decide cerrar las dos revistas y -en preparación para el cambio- Carnell firmó un contrato en diciembre de 1963 para editar una colección original de antologías, New Writings in SF, por el editor Dennis Dobson.

### Roberts & Vinter
| | Ene  | Feb  | Mar | Abr | May | Jun | Jul | Ago | Sep | Oct | Nov | Dic  |
| --- | ---- | ---- | --- | --- | --- | --- | --- | --- | --- | --- | --- | ---- |
| 1960 |      | 39   |     | 40  |     | 41  |     | 42  |     | 43  |     | 44   |
| 1961 |      | 45   |     | 46  |     | 47  |     | 48  |     | 49  |     | 50   |
| 1962 |      | 51   |     | 52  |     | 53  |     | 54  |     | 55  |     | 56   |
| 1963 |      | 57   |     | 58  |     | 59  |     | 60  |     | 61  |     | 62   |
| 1964 |      | 63   |     | 64  |     | 65  | 66  |     | 67  |     |     | 68   |
| 1965 | 69   |      | 70  | 71  | 72  | 73  | 74  | 75  | 76  | 77  | 78  | 79   |
| 1965 | 80   | 81   | 1/1 | 1/2 | 1/3 | 1/4 | 1/5 | 1/6 | 1/7 | 1/8 | 1/9 | 1/10 |
| 1967 | 1/11 | 1/12 |     |     |     |     |     |     |     |     |     |      |
| Ediciones de Science Fantasy en la década de 1960, mostrando N.º de edición, y código de color indicando el editor de cada una. John Carnell fue el editor hasta abril de 1964, luego de quien siguió Kyril Bonfiglioli. Las cinco últimas ediciones fueron hechas por Keith Roberts y Harry Harrison. Ediciones 65 a 69 fueron fueron tituladas con el nombre de dos meses consecutivos, por ej., el Nº66 fue rotulado Julio–agosto de 1964. |      |      |     |     |     |     |     |     |     |     |     |      |

A principios de 1964, David Warburton de Roberts & Vinter, un reconocido editor, escuchó del impresor de Science Fantasy y New Worlds que ambas revistas cerrarían en breve. Le pareció que tener una revista de esa índole le ayudaría en la distribución de los libros de Roberts & Vinter: las revistas contaban con logística de distribución de los dos principales operadores británicos de la época, John Menzies y W.H. Smith. Carnell no pretendía continuar editando las revistas junto a New Writings in SF, y recomendó como editor a Kyril Bonfiglioli, un comerciante de arte de Oxford que era amigo de Brian Aldiss, quien se convirtió en el nuevo editor de Science Fantasy.
Roberts & Vinter cambiaron el formato de resumen a rústica, y el primer número editado por Bonfiglioli fue el 65, fechado «Junio-Julio 1964». La salida fue al principio algo irregular, con cada número fechado en un bimestre aun cuando dos emisiones salían a veces en forma mensual.
Bonfiglioli compró a menudo material de escritores sin previa reputación: no hizo especiales esfuerzos por adquirir historias de escritores famosos. Era conocido por escribir largas cartas de rechazo a los nuevos escritores, pero también se lo tildaba de perezoso, y mucho del trabajo editorial se dice que lo hacía su asistente James Parkhill-Rathbone, reemplazado luego por Keith Roberts.
A Bonfiglioli le disgustaba el título de la revista, sintiendo que «prometía lo peor de ambos mundos»: propuso «Caliban», pero los propietarios lo descartaron. Insistió con «Impulse», y la revista apareció con el nuevo título en marzo de 1966. El formato no cambió, pero la numeración se reinició con el volumen 1, N.º 1, para «cortar todas las conexiones con Science Fantasy», según palabras del historiador Mike Ashley. El cambio de nombre resultó desastroso: ya había una revista con ese nombre, y el cambio produjo problemas de distribución. Además, tratada como una nueva revista requirió un nuevo contrato de distribución. Bonfiglioli intentó reparar el daño cambiando el nombre a SF Impulse a partir de agosto de 1966, pero el resultado fue una dramática caída de circulación.
Para fines de 1966 Bonfiglioli había hecho suficiente dinero con sus negocios de antigüedades como para retirarse a Jersey. Rápidamente se contrató a J. G. Ballard como editor, pero sus objetivos para la revista no coincidían con los de los propietarios, y fue pronto reemplazado por Harry Harrison. Harrison casi inmediatamente tuvo que dejar Inglaterra, y dejó la mayoría del trabajo editorial a Keith Roberts. A pesar del fracaso del cambio de título por parte de Bonfiglioli, la revista todavía era rentable, pero en julio de 1966 los distribuidores de Roberts & Vinter cayeron en bancarrota y quedaron debiendo a los propietarios una suma importante. Como resultado de la presión financiera, Roberts & Vinter decidió concentrarse en sus publicaciones más rentables, y así la edición de SF Impulse de febrero de 1967 fue la última.